# 凱文·布拉迪
凱文·布拉迪（英語：Kevin Brady；1955年4月11日—）是美国的一位政治人物，自1997年開始擔任德克萨斯州第8選舉區的聯邦眾議員。他的黨籍是共和黨。布拉迪出生在南达科他州。他已經結婚並有兩個兒子。2017年，布拉迪曾參與《减税与就业法案》的提案。